# Unterernährung
Unterernährung ist der Hauptindikator, der von der Ernährungs- und Landwirtschaftsorganisation der Vereinten Nationen (FAO) verwendet wird, um das Ausmaß der Nahrungsmittelversorgung zu messen. Er wird häufig mit dem Begriff „Hunger“ gleichgesetzt. Die Unterernährung wird ausschließlich anhand der ausreichenden Zufuhr an Nahrungsenergie bestimmt. Sie berücksichtigt weder die Qualität noch die Vielfalt der Ernährung einer Person. Das bedeutet, dass sie nur eine Komponente der Mangelernährung ist: ein weiter gefasster Begriff, der auch andere Arten von Nährstoffmangel, wie z. B. Mikronährstoffe, umfasst.
Unterernährung liegt vor, wenn die tägliche Energiezufuhr über einen längeren Zeitraum unter der Mindestmenge liegt, die für die Aufrechterhaltung eines gesunden Mindestgewichts als ausreichend angesehen wird. Diese ist von Land zu Land verschieden und beträgt laut FAO 1700 kcal bis 2050 kcal täglich, in Abhängigkeit von demographischen Faktoren wie Alter, Geschlecht, Größe und Aktivitätsniveau der einzelnen Personen.
Unterernährung kann, besonders im Kindesalter, zum Zurückbleiben in der körperlichen und geistigen Entwicklung (Untergewicht, Kleinwuchs, kognitive Retardierung), zu schweren Krankheiten und im Extremfall zum Tod führen. Damit einhergehend leiden Betroffene meist unter Eiweiß-, Fett-, Vitamin- und Mineralmangel; dieser Zustand der zurückgebliebenen Entwicklung wird auch mit dem englischen Begriff Stunting bezeichnet.

## Vorkommen

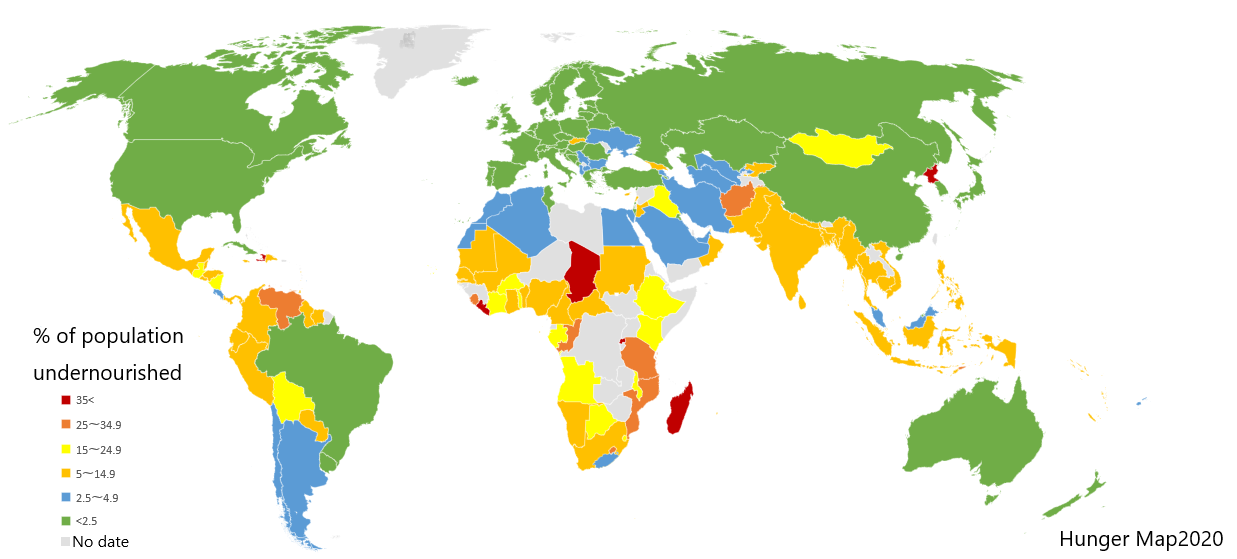
Anteil unterernährter Menschen an der Gesamtbevölkerung nach Staat

Hunger war im Mittelalter so weit verbreitet, dass er neben Krieg, Pestilenz und Tod als einer der „vier Apokalyptischen Reiter“ galt. Heute kommen Hungersnöte in Industrieländern praktisch nicht mehr vor, jedoch weiterhin in Entwicklungsländern.
Im Jahr 2022 waren nach Angaben der FAO schätzungsweise 9,2 Prozent (%) der Weltbevölkerung von Hunger betroffen, was weit über dem für 2019 geschätzten Niveau vor der COVID-19-Pandemie von 7,9 % liegt. Am stärksten betroffen ist Afrika: Dort stieg die Prävalenz im Jahr 2022 auf 19,7 % – 2019 lag sie bei 17,0 %.
In Asien und Lateinamerika mitsamt Karibik betrug die Prävalenz im Jahr 2022 8,5 bzw. 6,5 % – 2019 waren es 7,4 bzw. 5,6 %; in Ozeanien 7,0 % nach 6,4 im Jahr 2019.
In Nordamerika und Europa wird sie auf weniger als 2,5 Prozent geschätzt.
In absoluten Zahlen waren im Jahr 2022 zwischen 691 und 783 Millionen Menschen auf der Welt von Hunger betroffen. Legt man den mittleren Wert der geschätzten Spanne zugrunde (fast 735 Millionen), so waren demnach im Jahr 2022 weltweit 122 Millionen mehr Menschen von Hunger betroffen als 2019. In Asien stieg die Zahl der Hungernden zwischen 2019 und 2022 um 58 Millionen auf 402 Millionen (55 Prozent der weltweiten Gesamtzahl). In Afrika waren im Jahr 2022 282 Millionen Menschen unterernährt (38 Prozent der weltweiten Gesamtzahl), das ist ein Anstieg von 11 Millionen Menschen gegenüber 2021, 57 Millionen gegenüber 2019 und 98 Millionen gegenüber 2000. In Lateinamerika und der Karibik belief sich die Zahl der unterernährten Menschen im Jahr 2022 auf 43,2 Millionen, ein Anstieg von 7,2 Millionen gegenüber 2019, aber ein Rückgang von 13,2 Millionen gegenüber 2000.
Eine ausgewogene Ernährung ist eine wesentliche Voraussetzung für ein gesundes und aktives Leben. Eine gesunde Ernährung beinhaltet eine Vielzahl von nahrhaften und gesunden Lebensmitteln, die Energie und Nährstoffe in ausreichenden Mengen liefern. Laut dem UN-Bericht The State of Food Security and Nutrition in the World 2023 konnten sich im Jahr 2021 mehr als 3,1 Milliarden Menschen auf der Welt (42 Prozent der Weltbevölkerung) keine gesunde Ernährung leisten, was einem Anstieg von 134 Millionen Menschen im Vergleich zu 2019 (vor der Pandemie) entspricht. Dies spiegelt den Anstieg der Kosten für eine gesunde Ernährung wider, der in vielen Ländern mit einem Rückgang des verfügbaren Einkommens einherging.
Während Asien im Jahr 2021 die größte Zahl von Menschen aufwies, die sich eine gesunde Ernährung nicht leisten konnten (1,9 Milliarden), verzeichnete Afrika den höchsten Anteil der Bevölkerung, die sich diese nicht leisten konnten (78 Prozent), verglichen mit Asien (44 Prozent), Lateinamerika und der Karibik (23 Prozent), Ozeanien (3 Prozent) und Nordamerika und Europa (1 Prozent).

Weltweit starben im Jahr 2019 nach Zahlen des Global Burden of Disease Projekts zwischen 220.000 und 290.000 Menschen an den Folgen von Mangelernährung (das entspricht 0,4 Prozent aller Todesfälle), darunter rund 97.000 Kinder im Alter von unter 5 Jahren. Diese aggregierte Ursache umfasst Todesfälle aufgrund von Ernährungsmängeln aller Art, einschließlich Protein-Energie-Mangelernährung, Jodmangel, Vitamin-A-Mangel, Eisenmangel und anderen Ernährungsmängeln. 

### Unterernährung in Entwicklungsländern
60 Prozent der Hungernden sind weiblich; besonders in Asien und Südamerika leiden mehr Frauen als Männer unter Hunger. Die Ursachen liegen darin, dass Frauen tendenziell weniger verdienen und meist nicht den gleichen Zugang zu Ressourcen wie Männer haben. Außerdem haben Mädchen in Entwicklungsländern oft eine schlechtere Schulbildung als Jungen. Beispielsweise im Jemen gehen weit mehr als doppelt so viele Mädchen nicht zur Schule wie Jungen; in Indien besuchen nur ein Viertel so viel Mädchen eine Schule wie Jungen.

## Nachweis
Es gibt verschiedene Verfahren, um festzustellen, ob ein Mensch unterernährt ist. Die WHO nimmt den Body Mass Index (BMI) als Messgröße und definiert Unterernährung so, wenn der BMI unter 18,5 liegt; Die WHO verwendet aber die Begriffe Mangelernährung und Unterernährung teilweise als Synonyme. Daneben kommt auch beispielsweise das in Großbritannien entwickelte MUST oder das auch bei Kindern angewandte STAMP zum Einsatz.

### MUST
Mit MUST kann in fünf Schritten festgestellt werden, ob ein Erwachsener untergewichtig ist und das Risiko einer Unterernährung besteht, wobei auch fettleibige Erwachsene berücksichtigt werden. Die 5 Schritte des MUST sind:
- Schritt 1 und 2 – Erfassung der Ernährungskenngrößen (Größe, Gewicht, BMI, kürzlicher ungewollter Gewichtsverlust)
- Schritt 3 – Einschätzung der Auswirkungen einer akuten Erkrankung
- Schritt 4 – Berechnung des Gesamtrisikos für eine Mangelernährung bzw. des Grades der Mangelernährung
- Schritt 5 – Ausarbeitung eines angemessenen Versorgungsplans anhand der Therapieleitlinien und/oder lokaler Richtlinien.[11]

## Auswirkungen

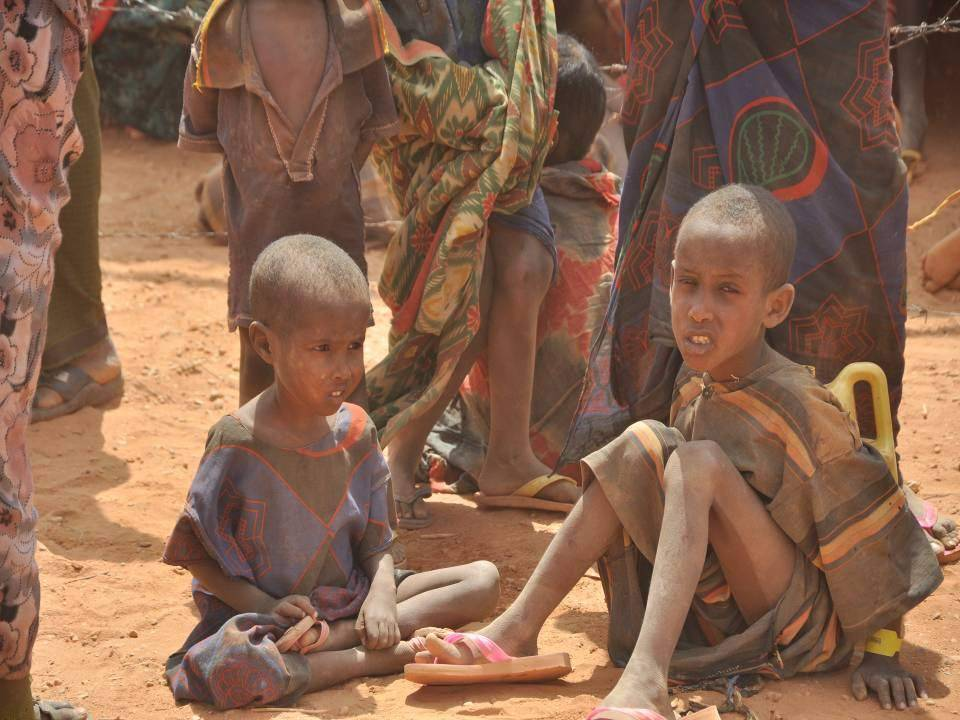
Unterernährte, vom Hunger geschwächte Kinder

Während einer Fasten- oder Hungerzeit kommt es zu einer gewissen Anpassung an den Nährstoffmangel. Diesen Vorgang nennt man Hungeradaption. Der Stoffwechselumsatz kann sich auf etwa 50 Prozent reduzieren. Herzfrequenz, Blutdruck und Körpertemperatur sinken, ein extremes Beispiel ist der Winterschlaf bei Tieren. Der restliche Energiebedarf wird durch Ketonkörper gedeckt. Der Insulinspiegel fällt ab. Durch den Nahrungsmangel bzw. Nährstoffmangel stellt sich der Stoffwechsel auf Katabolismus um. Nach etwa acht bis zehn Tagen wird der Grundumsatz gesenkt und der Stoffwechsel verlangsamt sich. Der Körper muss bei Nahrungsentzug die notwendige Energie zum Erhalt wichtiger Körperfunktionen aus seinen Energiespeichern gewinnen. Nacheinander werden so zur Deckung des Energiebedarfs Energievorräte in Form von Kohlenhydraten (z. B. Glykogen), Fetten (z. B. subkutanes Fettgewebe) und letztlich auch Proteinen (z. B. Muskulatur) angegriffen. Die Folge des längeranhaltenden Nahrungsmangels ist die Auszehrung oder Inanition (Abmagerung). Sie kann zum völligen Kräfteverfall führen, der auch Kachexie genannt wird.
Bei Meerschweinchen wurde festgestellt, dass bei Unterernährung die Schilddrüse nicht mehr arbeitet, bei Ratten wurde erforscht, dass das Wachstum stoppt, auch wenn genügend Wachstumshormone im Körper zirkulieren. Studien an der Bevölkerung in Mexiko haben gezeigt, dass es bei Unterernährung zu einer allgemeinen Insuffizienz der Hypophyse kommt und in der Folge zu einer Insuffizienz der Keimdrüsen und Nebennieren.
| Bereich           | Auswirkung (unvollständige Aufzählung)                                          |
| ----------------- | ------------------------------------------------------------------------------- |
| Allgemeinbefinden | zunehmende Schwäche und Gebrechlichkeit                                         |
| Haut              | verzögerte Wundheilung                                                          |
| Herz              | reduzierte Herzleistung                                                         |
| Immunsystem       | Verminderung der Immunkompetenz verzögerte Wund- und Infektheilung und Genesung |
| Lunge             | erhöhte Anfälligkeit für Lungenentzündung                                       |
| Muskulatur        | reduzierte Muskelmasse und Muskelkraft                                          |
| Niere             | erhöhte Infektrate                                                              |
| Psyche            | Reizbarkeit, Schwäche, Apathie, depressive Verstimmung, Konzentrationsschwäche  |
| Skelett           | verminderte Knochendichte                                                       |
| Verdauungstrakt   | Durchfall                                                                       |

### Auswirkung von Unterernährung auf Frauen
Unterernährung (wie sie bei Nahrungsmittelmangel oder bei Magersucht vorkommt) kann zu Amenorrhoe (Ausbleiben der Menstruation) führen. Die Monatszyklusfunktion setzt einen minimalen Körperfettanteil von 22 Prozent voraus. Der Effekt kann entwicklungsphysiologisch als natürliche Empfängnisverhütung bei schlechter Ernährungslage und ungünstigen Voraussetzungen für den Nachwuchs abgeleitet werden.

### Auswirkung von Unterernährung auf Kinder
Nach Schätzungen der Weltgesundheitsorganisation WHO sind rund ein Viertel aller Kinder unter fünf Jahren unterernährt. Unterernährung kann, besonders im Kindesalter, zum Zurückbleiben in der körperlichen und geistigen Entwicklung (Retardierung), zu schweren Krankheiten wie beispielsweise Dystrophie (Entwicklungsstörung einzelner Gewebe, Zellen, Organe und/oder Organismen), Kwashiorkor (Hungerödeme, Hungerbauch), Marasmus (Auszehrung nach Abbau aller Energie- und Eiweißreserven), Noma (Gewebszersetzung) und in der Folge meist zum Tod führen. Damit einhergehend leiden Betroffene meist unter Eiweiß-, Fett-, Vitamin- und Mineralmangel.
Unterernährung ist Mitverursacher von 53 % der jährlich 10,6 Millionen Todesfälle von Kindern unter 5 Jahren in Entwicklungsländern. Umgerechnet bedeutet das, alle 5 Sekunden stirbt ein Kind (2012) an den Folgen des Hungers.
Weltweit sind über 147 Millionen Kinder im Vorschulalter von „Stunting“ beeinträchtigt, damit wird eine zu geringe Körpergröße im Vergleich zu Gleichaltrigen bezeichnet.
Unterernährung hat Auswirkungen auf die Schulleistungen und führt Studien zufolge auch oft zu einem geringeren Einkommen als Erwachsener.

## Menschenrecht auf Nahrung
Das Menschenrecht auf Nahrung gilt als verletzt, wenn durch dauerhaften Entzug von Nahrung oder Ernährungsgrundlagen die Würde des Menschen verletzt ist. Umgekehrt ausgedrückt heißt es im Allgemeinen Kommentar Nr. 12 des Sozialausschusses der Vereinten Nationen: „Das Recht auf angemessene Nahrung ist dann verwirklicht, wenn jeder Mann, jede Frau und jedes Kind, einzeln oder gemeinsam mit anderen, jederzeit physisch und wirtschaftlich Zugang zu angemessener Nahrung oder Mitteln zu ihrer Beschaffung haben.“ Angesichts der von der Ernährungs- und Landwirtschaftsorganisation FAO geschätzten 1.000.000.000 Hungernden weltweit und über 24.000 Hungertoten pro Tag dürfte es sich um eines der über viele Jahrzehnte hinweg am massivsten verletzten Menschenrechte handeln. Während der FAO zufolge die Zahl der Hungernden in China rückläufig ist, stagniert sie in Indien und wächst in Afrika. Die Demokratische Republik Kongo hat mit 70 Prozent den weltweit höchsten Anteil von unterernährten Menschen in ihrer Bevölkerung. Alle Zahlenangaben sind allerdings mangels empirischer Grundlagen mit Vorsicht zu verwenden.

## Bekämpfung und Gegenmaßnahmen
Drei von vier Hungernden leben als Kleinbauern, Viehzüchter und Landarbeiter auf dem Land. Wenn das Welternährungsprogramm der Vereinten Nationen Lebensmittel für Hungernde einkauft, dann erfolgt das weitgehend durch lokale und regionale Einkäufe („Purchase for Progress“ Programm), bei Kooperativen von Kleinbauern. Dabei werden auch langfristige Verträge geschlossen, um den Bauern zu Überschüssen und sicheren Absatzmöglichkeiten zu verhelfen. Das Programm unterstützt auch die lokale Weiterverarbeitung von Nahrungsmitteln, um zugleich das Nahrungsmittelangebot auf lokalen Märkten auszuweiten.
Neuerdings wird über „Cash for Work“- und „Food for Work“-Programme (Hilfe zur Selbsthilfe) versucht, Bedürftige nicht mehr über Nahrungsmittelhilfe zu unterstützen, die Bedürftigen bekommen stattdessen Geld oder Nahrungsmittel für gemeinnützige Arbeiten, wie den Bau von Bewässerungskanälen, welche zugleich die Ernährung und Zukunft ihres Dorfes sichern. Dabei werden statt Geld auch auf bestimmte Lebensmittel ausgestellte Gutscheine verteilt, die Menschen in Not in lokalen Läden einlösen können, das stärkt die lokale Wirtschaft, anstatt die Marktpreise durch kostenlose Nahrungsmittelverteilung zu ruinieren.
In Ländern, in denen Kinder nicht in die Schule geschickt werden, sondern zum Arbeiten herangezogen oder zum Betteln geschickt werden, erhöhen Schulspeisungen die Bereitschaft der Eltern, ihr Kind in die Schule zu schicken. Die Aussicht auf wenigstens eine nahrhafte Mahlzeit am Tag fördert die Anzahl der Schulanmeldungen und auch die regelmäßige Anwesenheit der Schüler.
Auswanderer und Migranten, die Rücküberweisungen ihrer Einkommen tätigen, bewirken eine Reduzierung von Armut und ergeben einen positiven Effekt auf die Volksgesundheit in den Herkunftsländern.